# Ultrasound in Obstetrics and Gynecology
Ultrasound in Obstetrics and Gynecology is een internationaal, aan collegiale toetsing onderworpen wetenschappelijk tijdschrift over het gebruik van echografie in de gynaecologie en verloskunde.
De naam wordt in literatuurverwijzingen meestal afgekort tot Ultrasound Obstet. Gynecol.
Het wordt uitgegeven door John Wiley & Sons namens de International Society of Ultrasound in Obstetrics and Gynecology en verschijnt maandelijks.